# Jung-gu (Seoul)
Jung-gu (중구) ist einer der 25 Stadtteile Seouls. Er befindet sich im Stadtzentrum. Die Einwohnerzahl beträgt 123.133 (Stand: Mai 2021).

## Bezirke
Jung-gu besteht aus 20 Dongs:
- Gongneung-dong 1∼2
- Hagye-dong 1∼2
- Junggye bon-dong
- Junggye-dong 1∼4

- Sanggye-dong 1∼10 (3 und 4 sowie 6 und 7 fusionierten zu jeweils einem Dong)
- Wolgye-dong 1∼3

## Verkehr
In Jung-gu befindet sich der Hauptbahnhof Seoul.

## Wirtschaft
Zu den in Jung-gu ansässigen Unternehmen gehören Hanwha, Shinsegae, Hanjin, Doosan, SK Telecom, LG Uplus, Daewoo International, Daehan Logistics, Ssangyong Cement, Daewoo Shipbuilding & Marine Engineering, Lotte Shopping, KB Financial Group, Woori Financial Group, Shinhan Financial Group, Hana Financial Group, Korea Life Insurance, Samsung Life Insurance, Industrial Bank of Korea, Korea Exchange Bank, Samsung Card.

## Medien
Zu den in Jung-gu ansässigen Medien gehören die Zeitungen The Chosun Ilbo, JoongAng Ilbo und Dong-a Ilbo.

## Sehenswürdigkeiten
- N Seoul Tower
- Sungnyemun

## Kultur
- Bank of Korea Museum
- Seoul Museum of Art
- Koreanisches Nationaltheater

## Galerie

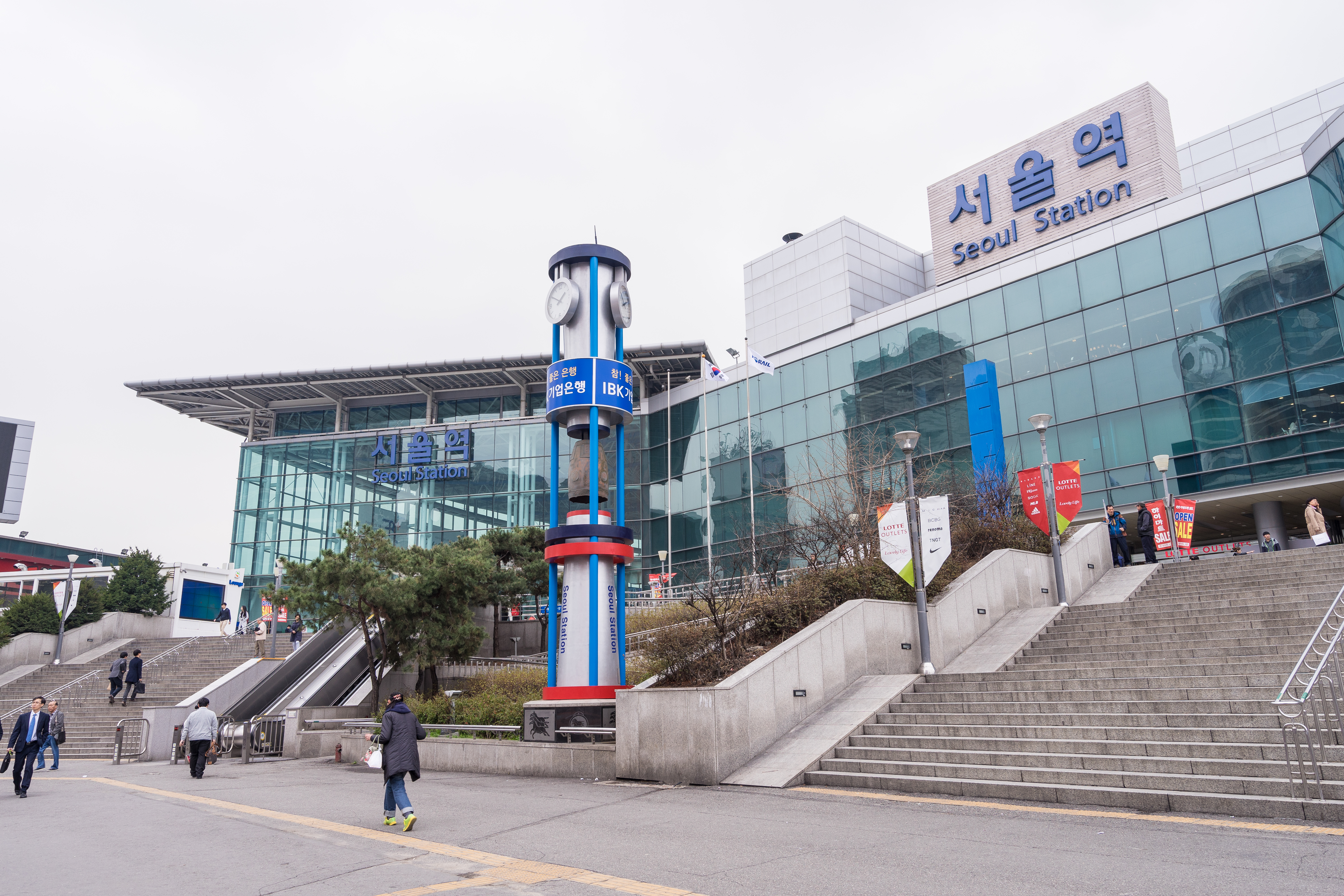
Hauptbahnhof
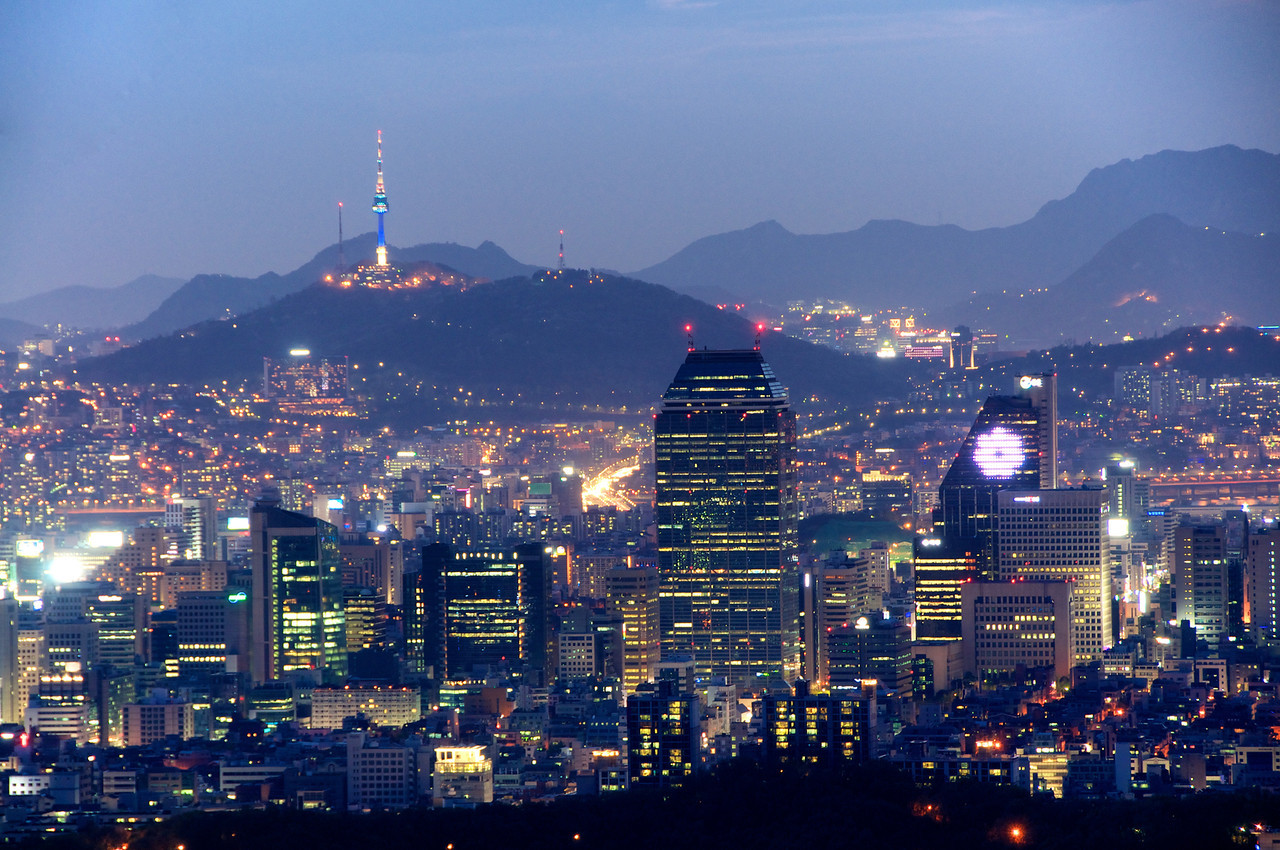
N Seoul Tower
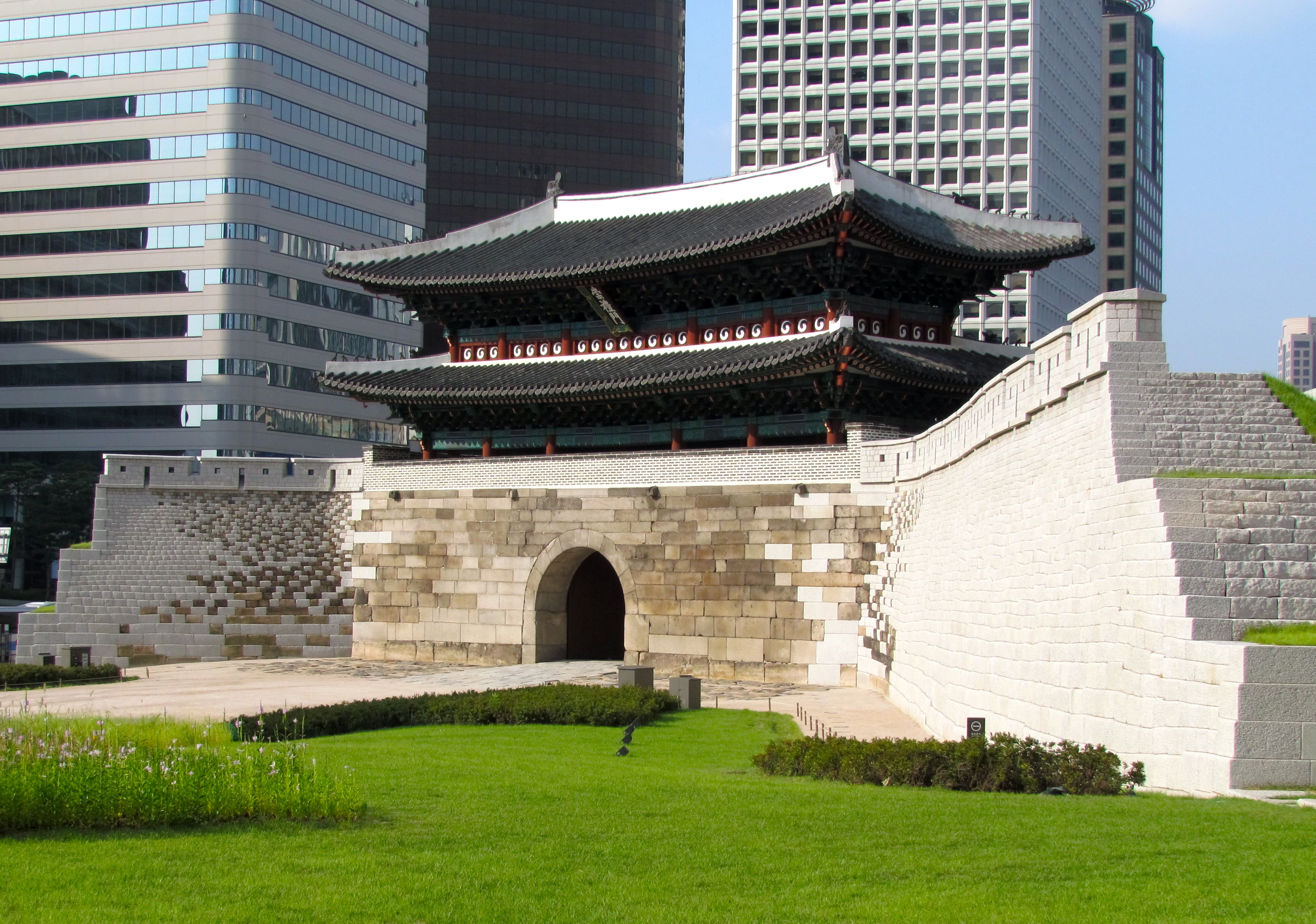
Sungnyemun
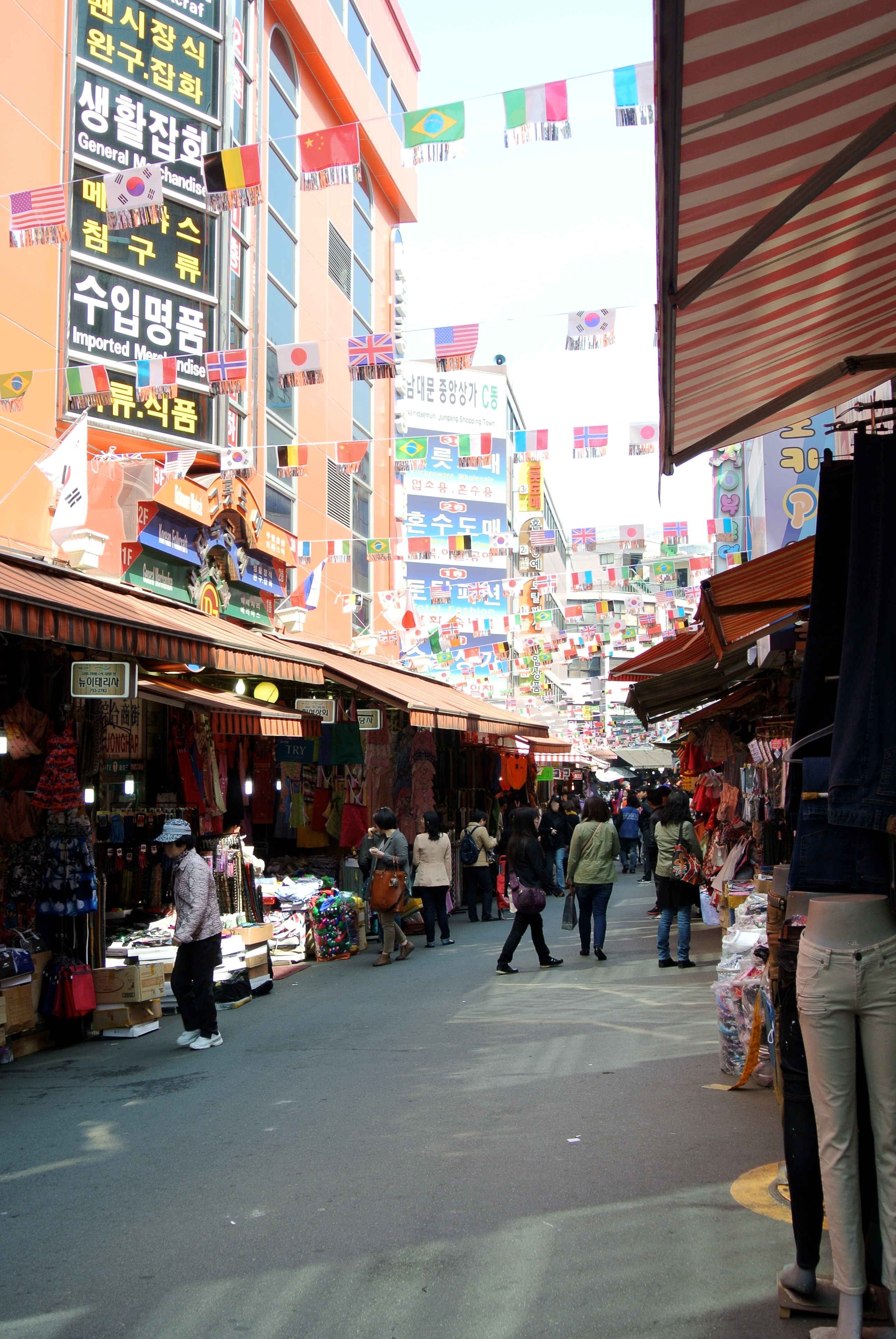
Namdaemun-Markt
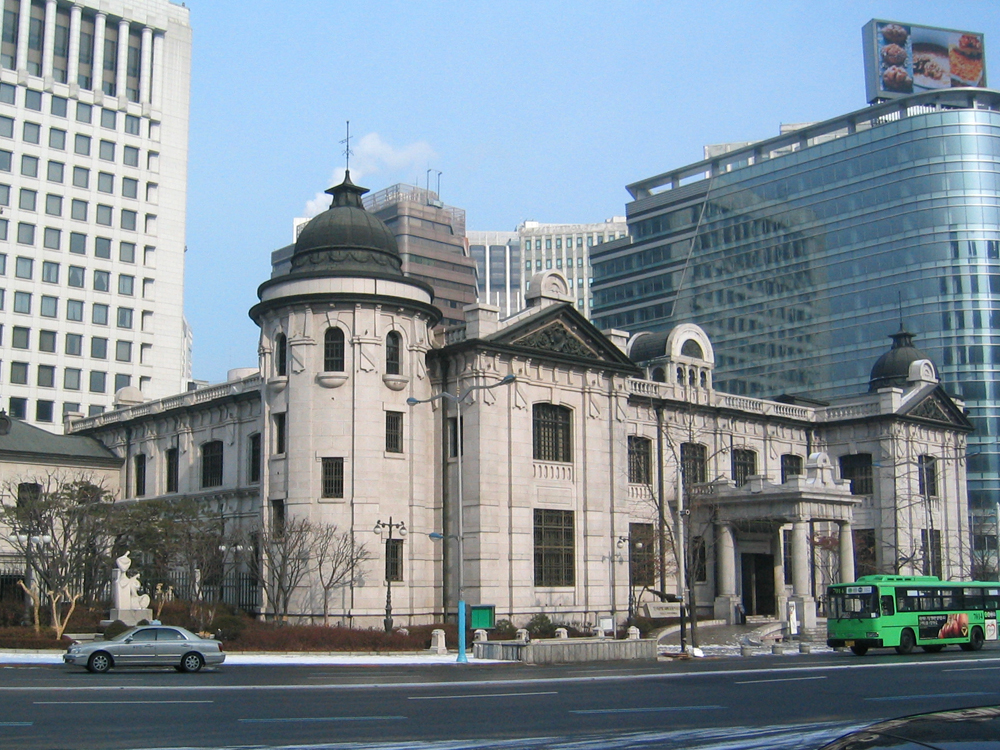
Bank of Korea Museum
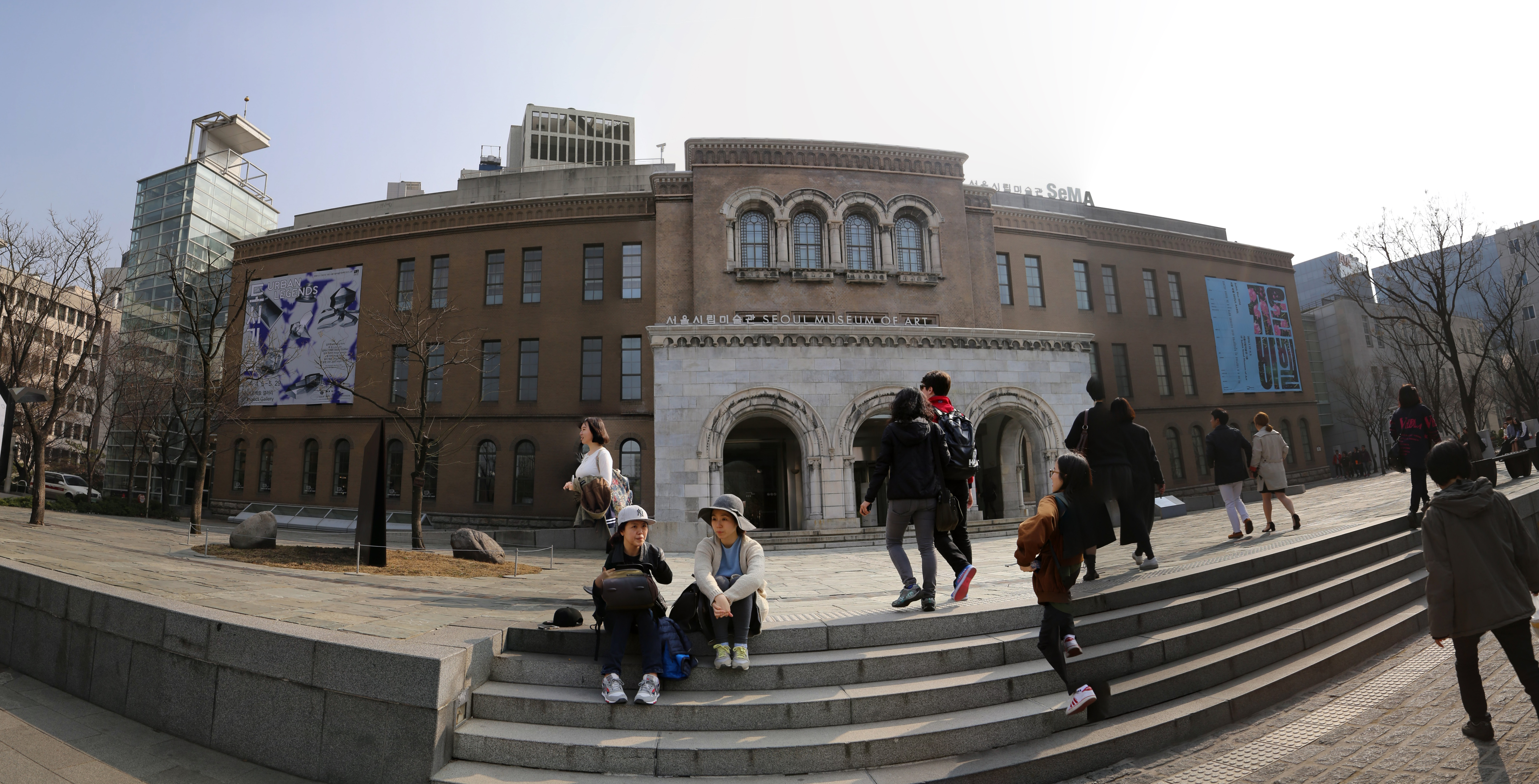
Seoul Museum of Art